# Wilhelm Eisenlohr
Wilhelm Friedrich Eisenlohr (Pforzheim, 1 de janeiro de 1799 – Karlsruhe, 10 de Julho de 1872) foi um físico alemão.

## Família
Filho do jurista Wilhelm Eisenlohr e de Caroline Henriette nascida Sachs.

## Vida
Eisenlohr estudou matemática e física na Universidade de Heidelberg. Em 1819 foi nomeado Professor für Mathematik und Physik no liceu em Mannheim. Em 1840 assumiu o posto de professor de física no Instituto Politécnico de Karlsruhe. Conhecido por suas investigações sobre óptica. Publicou os resultados de suas pesquisas em seu Lehrbuch der Physik.
Eisenlohr fundou a primeira escola profissional de Baden em Mannheim e em 1847 uma escola de relojoeiro na Floresta Negra.
Foi membro da Gesellschaft Deutscher Naturforscher und Ärzte. Em 1869 foi membro honorário da Gesellschaft für Naturkunde in Württemberg.
Sepultado no Alter Friedhof Karlsruhe.

## Publicações
- Die Wellenlänge der brechbarsten Lichtstrahlen. In: Poggendorffs Annalen der Physik und Chemie, 1856.
- Lehrbuch der Physik. Krais & Hoffmann, Stuttgart 8., verb. u. verm. Aufl. 1860 Digitalisierte Ausgabe der Universitäts- und Landesbibliothek Düsseldorf